# Condylostylus dives
Condylostylus dives är en tvåvingeart som beskrevs av Octave Parent 1929. Condylostylus dives ingår i släktet Condylostylus och familjen styltflugor. Inga underarter finns listade i Catalogue of Life.